# Coropuna
Il Nevado Coropuna, con un'altezza di 6.377 m (alcune mappe riportano 6.425 m), è il più grande ed alto vulcano del Perù ed è situato a circa 150 km a nord-ovest di Arequipa, esattamente nella provincia di Castilla nel distretto di Viraco.
Questo grande stratovulcano ha un plateaux sommitale che si estende per un'area di 12 x 20 km, con 6 coni separati che si innalzano sopra di esso. La punta principale si trova nella parte nord-ovest del plateaux. La sommità della montagna è ricoperta da un ghiacciaio di circa 130 km².
Si sono trovati resti di indumenti Inca a circa 6000 m, e costituiscono prova che la montagna è stata scalata da quelle popolazioni